# Parcul Național Bukit Barisan Selatan
Parcul Național Bukit Barisan Selatan este un parc național din Sumatra, Indonezia. Parcul este situat de-a lungul lanțului muntos Bukit Barisan, are o suprafață totală de 3.568 km2 și se întinde pe trei provincii: Lampung, Bengkulu și Sumatra de Sud. Împreună cu parcurile naționale Gunung Leuser și Kerinci Seblat formează un Loc al Patrimoniului Mondial UNESCO sub numele de Patrimoniul Pădurilor Tropicale din Sumatra.

## Floră și faună
Parcul național se întinde de-a lungul lanțului muntos Bukit Barisan și are, în medie, doar 45 de km lățime și 350 km lungime. Partea de nord este muntoasă, cu cel mai înalt punct în Gunung Pulung (1.964 m), în timp ce partea sudică este o peninsulă. Parcul este acoperit de păduri montane, tropicale de câmpie, de coastă și de mangrove.
Printre plantele din parc se numără palmierul Nipa, Casuarina equisetifolia, Anisoptera curtisii și Gonystylus bancanus, precum și specii de Sonneratia, Pandanus, Shorea și Dipterocarpus. În parc cresc mai multe specii cu flori mari, printre care Rafflesia arnoldii, Amorphophallus decus-silvae, Amorphophallus titan și cea mai mare orhidee din lume Grammatophyllum speciosum.
Parcul găzduiește mai multe specii amenințate și pe cale de dispariție, printre care se numără:
- elefantul de Sumatra (aproximativ 500 de indivizi, sau 25% din totalul populației acestei subspecii, trăiesc în parc)
- iepurele de Sumatra (cele mai recente observări ale acestei specii aproape necunoscute au fost din acest parc)
- rinocerul de Sumatra (circa 17-24 rinoceri de Sumatra trăiesc în parc;[3] aproximativ același număr trăiește în Parcul Național Gunung Leuser, împreună cu aproximativ 30-35 de indivizi în Parcul Național Mod Kambas, cuprinzând o populație totală de mai mult de 100 de animale[4])
- tigrul de Sumatra (aproximativ 40 de tigri adulți, adică 10% din populație, trăiesc în parc).

Alte animale prezente în parc sunt tapirul malaezian, siamang, surili de Sumatra, ursul malaezian și Tragulus kanchil. Există peste 300 de specii de păsări în parc, precum Carpococcyx viridis, care este pe cale de dispariție.

## Conservare și amenințări
Zona a fost prima dată protejată de guvernul Indiilor de Est Olandeze în 1935, care a înființat Rezervația Naturală Sumatra de Sud. Zona a devenit parc național în 1982.
Începând cu anii 1970 au existat numeroși intruși care s-au stabilit în parc și, în ciuda evacuărilor forțate la începutul anilor 1980, numărul lor a crescut începând cu 1998. În 2006 s-a estimat că cei aproximativ 127.000 de oameni care s-au mutat ilegal în parc, acoperind o suprafață de 55.000 de hectare. Pentru perioada cuprinsă între 1972 și 2006, se estimează că 63.000 de hectare de pădure primară a fost pierdută. Aceasta reprezintă 20% din păduri pierdute ilegal pentru agricultură. World Wide fund for Nature a constatat că mai mult de 450 km2 de teren din parc este utilizat pentru cultivarea de cafea, iar organizația lucrează acum cu multinaționalele din industria cafelei pentru a le ajuta să evite cumpărarea de cafea crescută ilegal.